# Kuzubatîțea, Peremîșleanî
Kuzubatîțea (în ucraineană Кузубатиця) este un sat în comuna Cemerînți din raionul Peremîșleanî, regiunea Liov, Ucraina.

## Demografie
Componența lingvistică a localității Kuzubatîțea
     Ucraineană (100%)
Conform recensământului din 2001, toată populația localității Kuzubatîțea era vorbitoare de ucraineană (100%).